# Melampyrum
Melampyrum es un género  de plantas fanerógamas perteneciente a la familia Orobanchaceae, anteriormente clasifica en Scrophulariaceae.   Comprende 134 especies descritas y de estas, solo 10 aceptadas.

## Taxonomía
El género fue descrito por Carlos Linneo y publicado en Species Plantarum 2: 605. 1753.   La especie tipo es:  Melampyrum pratense L.

## Especies aceptadas
A continuación se brinda un listado de las especies del género Melampyrum  aceptadas hasta mayo de 2014, ordenadas alfabéticamente. Para cada una se indica el nombre binomial seguido del autor, abreviado según las convenciones y usos: 
- Melampyrum arvense L.
- Melampyrum carpathicum Schult.
- Melampyrum klebelsbergianum Soó
- Melampyrum laciniatum Koshevn. & Zing.
- Melampyrum laxum Miq.
- Melampyrum moravicum H. Br.
- Melampyrum nemorosum L.
- Melampyrum polonicum Soó
- Melampyrum pratense L.
- Melampyrum roseum Maxim.